# Найцінніший гравець НБА
Приз Найцінніший гравець НБА (англ. NBA Most Valuable Player Award) — щорічна нагорода Національної баскетбольної асоціації (НБА), яка вручається найціннішому гравцю за підсумками регулярного сезону, починаючи з сезону 1955-56. Переможець отримував трофей ім. Моріса Подолоффа, названий в честь першого комісара (президента) НБА, який обіймав цю посаду з 1946 до 1963 року. У 2022 році це змінилося, коли НБА перейменувала трофей на честь Майкла Джордана, і було представлено новий Трофей Подолоффа, щоб нагороджувати команду за найкращий загальний результат наприкінці регулярного сезону НБА.
Голосування по найціннішому гравцю проходять відразу після закінчення регулярний сезон. До сезону НБА 1979-80 року, в голосуванні брали участь лише гравці НБА. Однак, починаючи з сезону НБА 1980-81 року, нагороду присуджували на основі голосів групи спортивних та телевізійних журналістів з США та Канади, кожний з яких складає список гравців з п'яти позицій. Кожний гравець, який отримав перше місце в такому списку отримує 10 очок; друге місце варте 7 очок; третє - 5 очок; четверте - 3 очка; п'яте - одне очко. Починаючи з 2010 року, один список подавався від фанатів, які склали його шляхом голосування через мережу інтернет. Гравець, який отримує в підсумку найбільшу кількість очок. Починаючи з сезону НБА 1982 року, кожен гравець який отримав нагороду грав за команду, яка вигравала як мінімум 61% перемог (що дорівнює мінімум 50 перемогам в регулярному сезоні з 82 ігор, крім сезону НБА 1998-99, який був скорочений до 50 матчів через локаут, в цьому сезоні Карл Мелоун виграв нагороду; в скороченому через локаут сезоні НБА 2011-12 року - нагороду здобув Леброн Джеймс).
Член Баскетбольного Залу слави Карім Абдул-Джаббар є шестиразовим лауреатом цієї нагороди Білл Расселл та Майкл Джордан вигравали нагороду 5 разів кожен, в той час як Вілт Чемберлейн та Леброн Джеймс — 4 рази за кар'єру. Члени Баскетбольного Залу слави Мозес Мелоун, Ларрі Берд та Меджик Джонсон здобували трофей Найціннішого гравця НБА по 3 рази кожен, а гравці Боб Петтіт, Карл Мелоун, Тім Данкан, Стів Неш, Стефен Каррі, Янніс Адетокунбо та Нікола Йокич — двічі за кар'єру.. Лише два новачки змогли здобути цю нагороду в своєму дебютному сезоні НБА: Вілт Чемберлейн в сезоні НБА 1959-60 року та Вес Анселд в сезоні НБА 1968-69 року. Хакім Оладжьювон з Нігерії, Тім Данкан з Американських Віргінських островів, Стів Неш з Канади, Дірк Новіцкі з Німеччини, Янніс Адетокумбо з Греції та Нікола Йокич з Сербії  — лише ці іноземні гравці в НБА, які здобували нагороду Найціннішого гравця НБА. Данкан громадянин США від народження, але вважається іноземцем за правилами НБА..

## Переможці

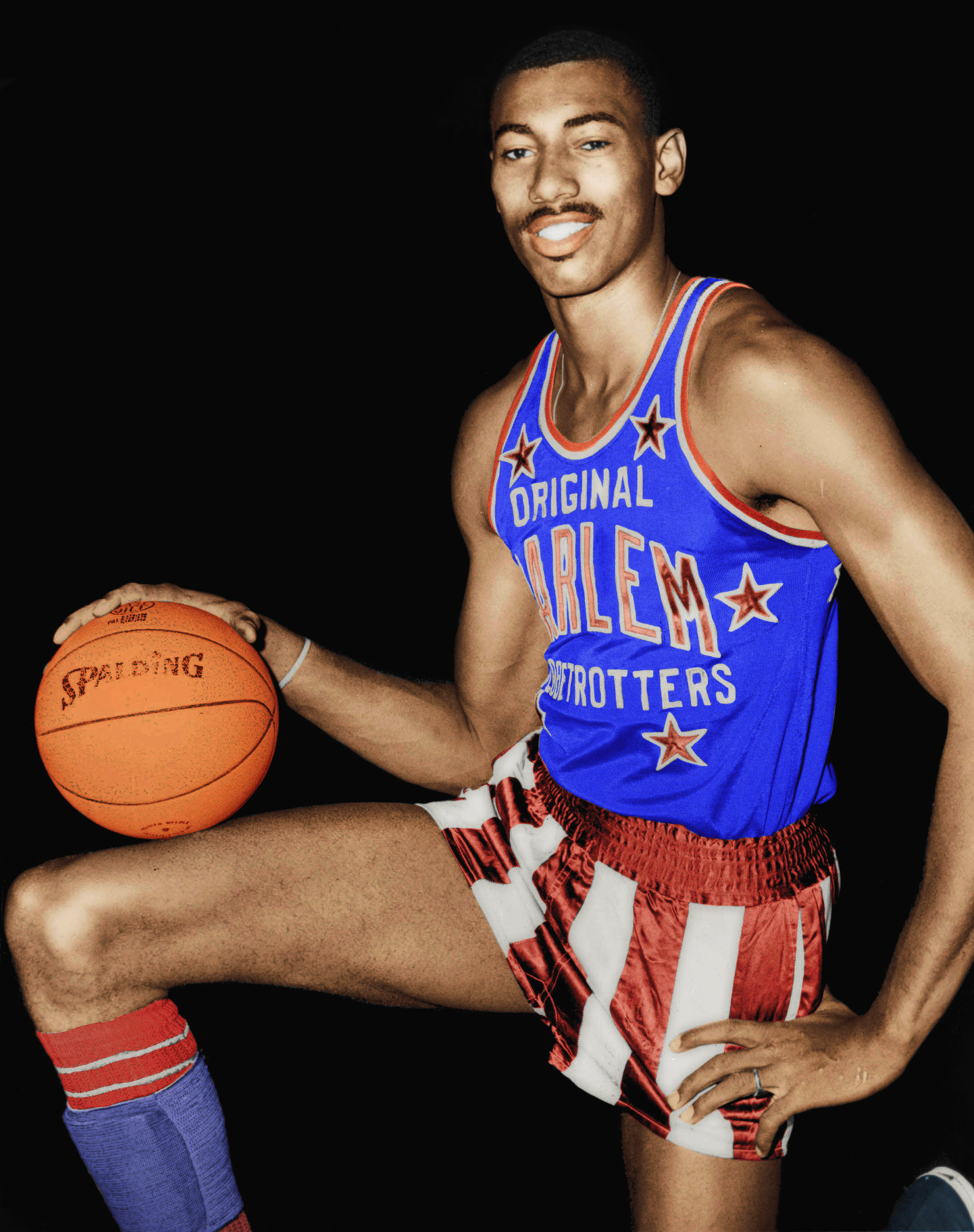
Вілт Чемберлейн вигравав нагороду 4 рази за кар'єру в НБА.

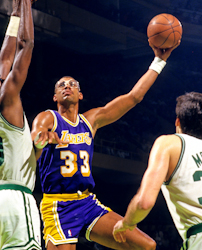
Карім Абдул-Джаббар вигравав нагороду рекордні 6 разів за кар'єру в НБА.

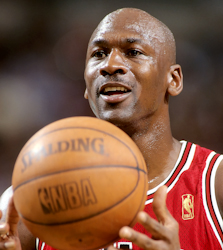
Майкл Джордан вигравав нагороду 5 разів за кар'єру в НБА.

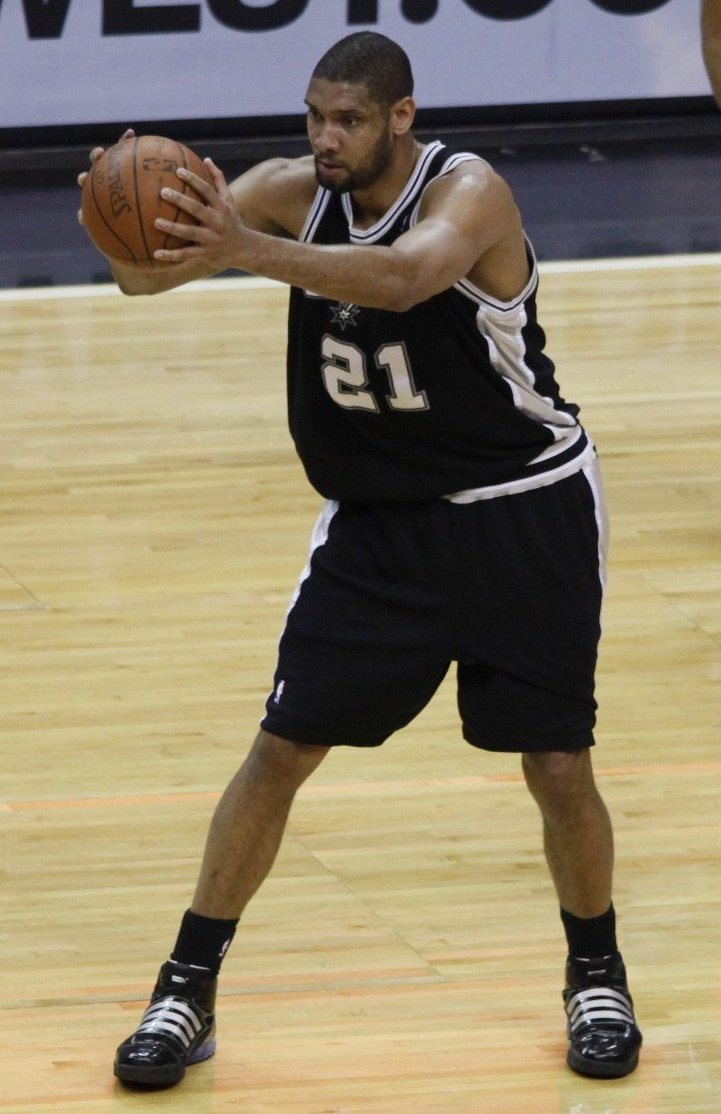
Тім Данкан як і Стів Неш здобував нагороду двічі.

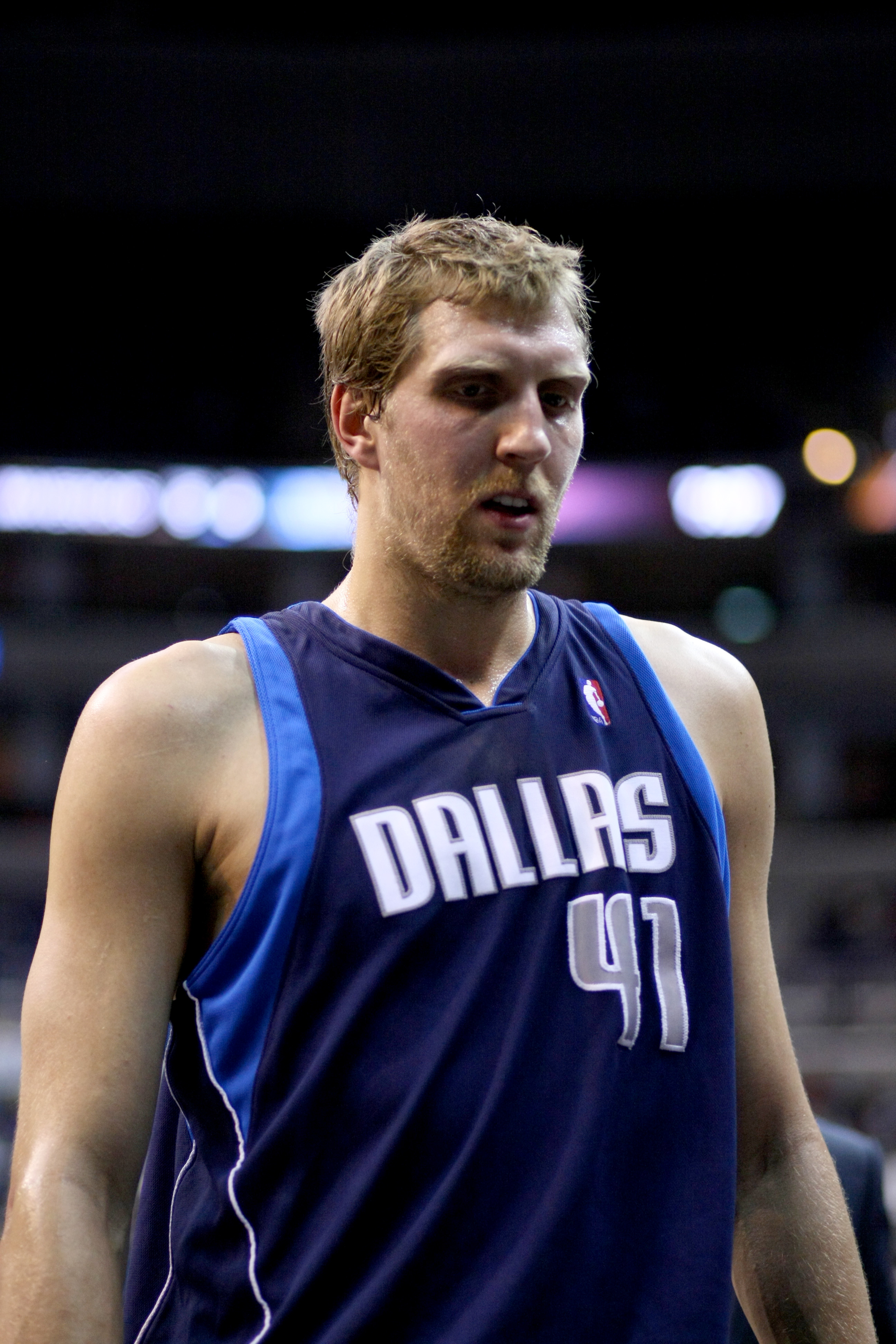
Дірк Новіцкі перший європеєць удостоєний цієї нагороди.

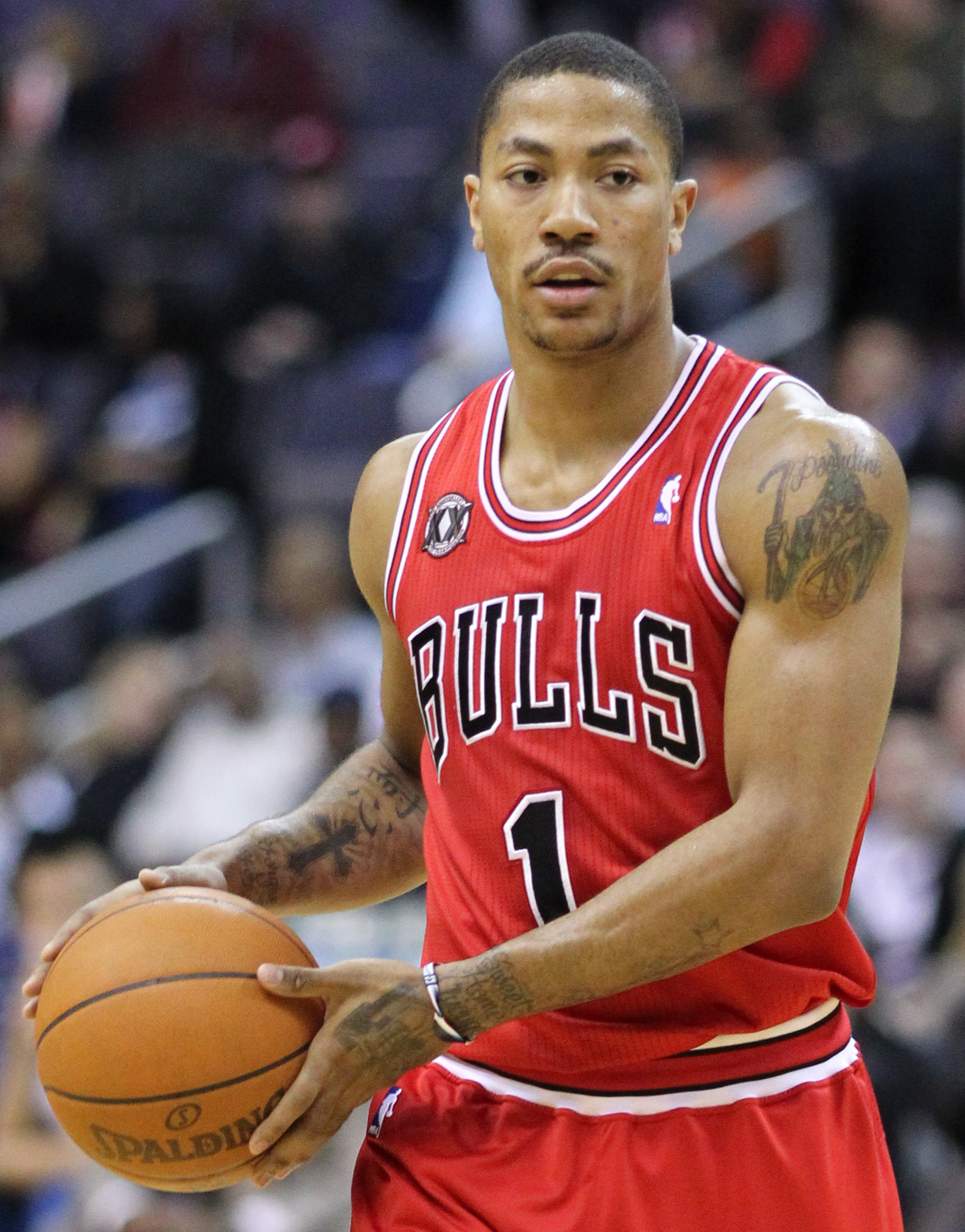
Деррік Роуз отримав нагороду в 22 роки і став наймолодшим гравцем за історію НБА, який здобував цей приз

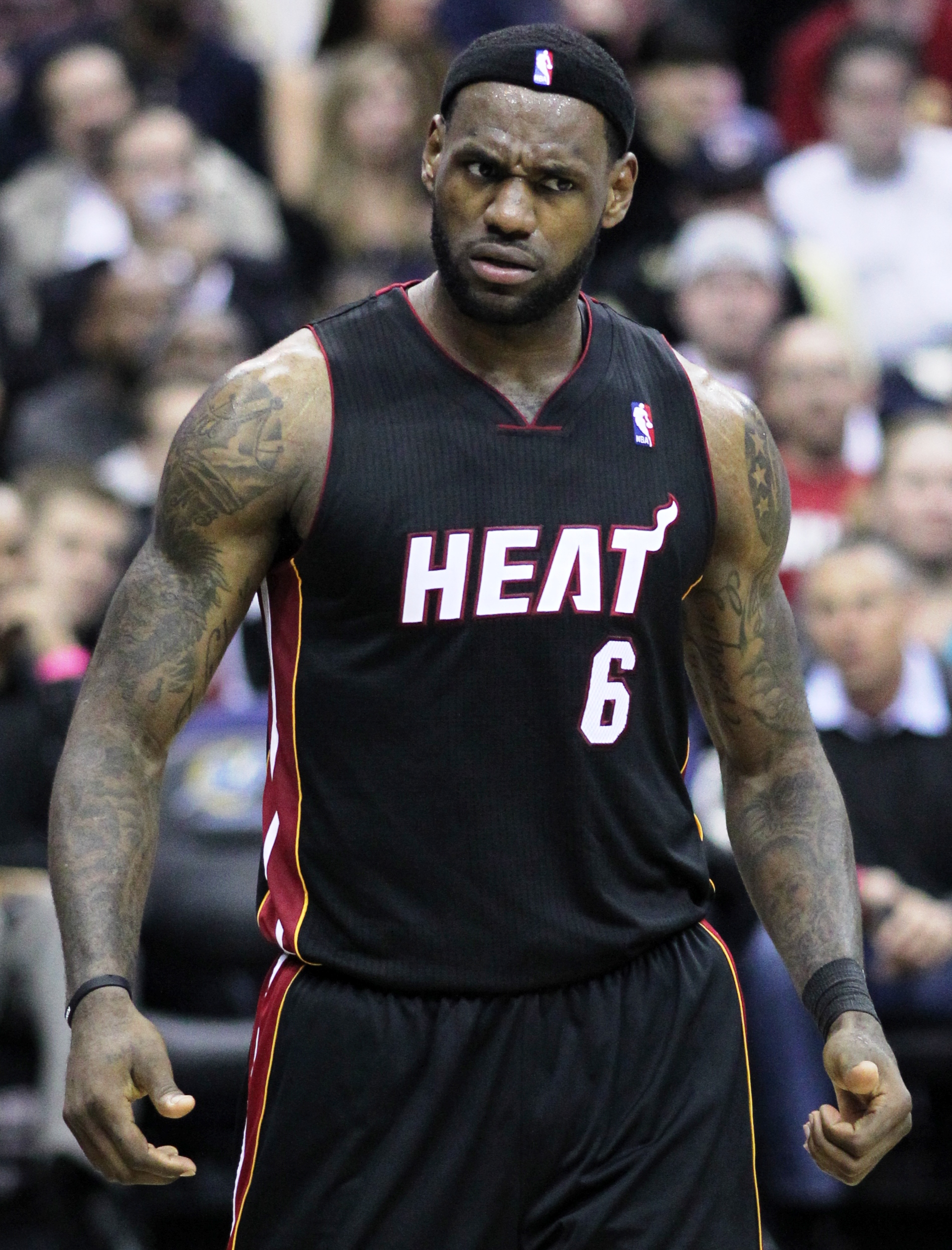
Леброн Джеймс, чотириразовий лауреат нагороди

| ^           | Гравці які є діючими в НБА                                     |
|             | Вибраний до Баскетбольного Залу слави                          |
| Гравець (X) | Вказує кількість разів здобуття гравцем нагороди               |
| Команда (X) | Вказує кількість разів здобуття нагороди гравцями цієї команди |

| Сезон   | Гравець                  | Позиція           | Громадянство | Команда                         |
| ------- | ------------------------ | ----------------- | ------------ | ------------------------------- |
| 1955-56 | Боб Петтіт*              | Форвард           | США          | Сент-Луїс Гокс                  |
| 1956-57 | Боб Коузі*               | Захисник          | США          | Бостон Селтікс                  |
| 1957-58 | Білл Рассел*             | Центровий         | США          | Бостон Селтікс (2)              |
| 1958-59 | Боб Петтіт* (2)          | Форвард           | США          | Сент-Луїс Гокс (2)              |
| 1959-60 | Вілт Чемберлейн*         | Центровий         | США          | Філадельфія Ворріорс            |
| 1960-61 | Білл Расселл* (2)        | Центровий         | США          | Бостон Селтікс (3)              |
| 1961-62 | Білл Расселл* (3)        | Центровий         | США          | Бостон Селтікс (4)              |
| 1962-63 | Білл Расселл* (4)        | Центровий         | США          | Бостон Селтікс (5)              |
| 1963-64 | Оскар Робертсон*         | Захисник          | США          | Цинциннаті Роялс                |
| 1964-65 | Білл Расселл* (5)        | Центровий         | США          | Бостон Селтікс (6)              |
| 1965-66 | Вілт Чемберлейн* (2)     | Центровий         | США          | Філадельфія Севенті-Сіксерс     |
| 1966-67 | Вілт Чемберлейн* (3)     | Центровий         | США          | Філадельфія Севенті-Сіксерс (2) |
| 1967-68 | Вілт Чемберлейн* (4)     | Центровий         | США          | Філадельфія Севенті-Сіксерс (3) |
| 1968-69 | Вес Анселд*              | Центровий/Форвард | США          | Балтімор Буллетс (1963-73)      |
| 1969-70 | Вілліс Рід*              | Центровий/Форвард | США          | Нью-Йорк Нікс                   |
| 1970-71 | Лью Алсіндор*            | Центровий         | США          | Мілвокі Бакс                    |
| 1971-72 | Карім Абдул-Джаббар* (2) | Центровий         | США          | Мілвокі Бакс (2)                |
| 1972-73 | Дейв Коуенс*             | Центровий         | США          | Бостон Селтікс (7)              |
| 1973-74 | Карім Абдул-Джаббар* (3) | Центровий         | США          | Мілвокі Бакс (3)                |
| 1974-75 | Боб Макаду*              | Форвард/Центровий | США          | Баффало Брейвз                  |
| 1975-76 | Карім Абдул-Джаббар* (4) | Центровий         | США          | Лос-Анджелес Лейкерс            |
| 1976-77 | Карім Абдул-Джаббар* (5) | Центровий         | США          | Лос-Анджелес Лейкерс (2)        |
| 1977-78 | Білл Волтон*             | Центровий         | США          | Портланд Трейл-Блейзерс         |
| 1978-79 | Мозес Мелоун*            | Центровий/Форвард | США          | Х'юстон Рокетс                  |
| 1979-80 | Карім Абдул-Джаббар* (6) | Центровий         | США          | Лос-Анджелес Лейкерс (3)        |
| 1980-81 | Джуліус Ірвінг*          | Форвард           | США          | Філадельфія Севенті-Сіксерс (4) |
| 1981-82 | Мозес Мелоун* (2)        | Центровий/Форвард | США          | Х'юстон Рокетс (2)              |
| 1982-83 | Мозес Мелоун* (3)        | Центровий/Форвард | США          | Філадельфія Севенті-Сіксерс (5) |
| 1983-84 | Ларрі Берд*              | Форвард           | США          | Бостон Селтікс (8)              |
| 1984-85 | Ларрі Берд* (2)          | Форвард           | США          | Бостон Селтікс (9)              |
| 1985-86 | Ларрі Берд* (3)          | Форвард           | США          | Бостон Селтікс (10)             |
| 1986-87 | Меджик Джонсон*          | Захисник          | США          | Лос-Анджелес Лейкерс (4)        |
| 1987-88 | Майкл Джордан*           | Захисник          | США          | Чикаго Буллз                    |
| 1988-89 | Меджик Джонсон* (2)      | Захисник          | США          | Лос-Анджелес Лейкерс (5)        |
| 1989-90 | Меджик Джонсон* (3)      | Захисник          | США          | Лос-Анджелес Лейкерс (6)        |
| 1990-91 | Майкл Джордан* (2)       | Захисник          | США          | Чикаго Буллз (2)                |
| 1991-92 | Майкл Джордан* (3)       | Захисник          | США          | Чикаго Буллз (3)                |
| 1992-93 | Чарльз Барклі*           | Форвард           | США          | Фінікс Санз                     |
| 1993-94 | Хакім Оладжьювон*        | Центровий         | США          | Х'юстон Рокетс (3)              |
| 1994-95 | Девід Робінсон*          | Центровий         | США          | Сан-Антоніо Сперс               |
| 1995-96 | Майкл Джордан* (4)       | Захисник          | США          | Чикаго Буллз (4)                |
| 1996-97 | Карл Мелоун*             | Форвард           | США          | Юта Джаз                        |
| 1997-98 | Майкл Джордан* (5)       | Захисник          | США          | Чикаго Буллз (5)                |
| 1998-99 | Карл Мелоун* (2)         | Форвард           | США          | Юта Джаз (2)                    |
| 1999-00 | Шакіл О'Ніл              | Центровий         | США          | Лос-Анджелес Лейкерс (7)        |
| 2000-01 | Аллен Айверсон           | Захисник          | США          | Філадельфія Севенті-Сіксерс (6) |
| 2001-02 | Тім Данкан               | Форвард/Центровий | США          | Сан-Антоніо Сперс (2)           |
| 2002-03 | Тім Данкан^ (2)          | Форвард/Центровий | США          | Сан-Антоніо Сперс (3)           |
| 2003-04 | Кевін Гарнетт^           | Форвард           | США          | Міннесота Тімбервулвз           |
| 2004-05 | Стів Неш^                | Захисник          | Канада       | Фінікс Санз (2)                 |
| 2005-06 | Стів Неш^ (2)            | Захисник          | Канада       | Фінікс Санз (3)                 |
| 2006-07 | Дірк Новіцкі^            | Форвард           | Німеччина    | Даллас Маверікс                 |
| 2007-08 | Кобі Браянт^             | Захисник          | США          | Лос-Анджелес Лейкерс (8)        |
| 2008-09 | Леброн Джеймс^           | Форвард           | США          | Клівленд Кавальєрз              |
| 2009-10 | Леброн Джеймс^ (2)       | Форвард           | США          | Клівленд Кавальєрз (2)          |
| 2010-11 | Деррік Роуз^             | Захисник          | США          | Чикаго Буллз (6)                |
| 2011-12 | Леброн Джеймс^ (3)       | Форвард           | США          | Маямі Гіт                       |
| 2012-13 | Леброн Джеймс^ (4)       | Форвард           | США          | Маямі Гіт (2)                   |
| 2013-14 | Кевін Дюрант^            | Форвард           | США          | Оклахома-Сіті Тандер            |
| 2014-15 | Стефен Каррі^            | Захисник          | США          | Голден-Стейт Ворріорс (2)       |
| 2015-16 | Стефен Каррі^ (2)        | Захисник          | США          | Голден-Стейт Ворріорс (3)       |
| 2016-17 | Рассел Вестбрук^         | Захисник          | США          | Оклахома-Сіті Тандер (2)        |
| 2017-18 | Джеймс Гарден^           | Захисник          | США          | Х'юстон Рокетс (4)              |
| 2018-19 | Янніс Адетокунбо^        | Форвард           | Греція       | Мілвокі Бакс (4)                |
| 2019-20 | Янніс Адетокунбо^ (2)    | Форвард           | Греція       | Мілвокі Бакс (5)                |
| 2020–21 | Нікола Йокич^            | Центровий         | Сербія       | Денвер Наггетс                  |
| 2021–22 | Нікола Йокич^ (2)        | Центровий         | Сербія       | Денвер Наггетс (2)              |